# Punctodora salinarum
Punctodora salinarum is een rondwormensoort uit de familie van de Chromadoridae. De wetenschappelijke naam van de soort is voor het eerst geldig gepubliceerd in 1901 door Linstow.